# Shorea pallescens
Shorea pallescens är en tvåhjärtbladig växtart som beskrevs av Peter Shaw Ashton. Shorea pallescens ingår i släktet Shorea och familjen Dipterocarpaceae. Inga underarter finns listade i Catalogue of Life.